# Bactrocera yercaudiae
Bactrocera yercaudiae är en tvåvingeart som beskrevs av Drew och Raghu 2002. Bactrocera yercaudiae ingår i släktet Bactrocera och familjen borrflugor. Inga underarter finns listade.